# Grant's First Stand
Grant’s First Stand est le premier album du guitariste de jazz américain Grant Green. L’album est paru en 1961 sur le label Blue Note Records.

## Pistes
Toutes les compositions sont de Grant Green sauf indication contraire
1. Miss Ann’s Tempo – 5:38
2. Lullaby of the Leaves (Bernice Petkere, Joe Young) – 7:41
3. Blues for Willarene – 7:08
4. Baby’s Minor Lope (Baby Face Willette) – 7:19
5. ’Tain't Nobody’s Bizness If I Do (Porter Grainger) – 4:26
6. A Wee Bit O’Green – 7:49

## Musiciens
- Grant Green – guitar
- Baby Face Willette – orgue
- Ben Dixon – batterie

## Source
- (en) Cet article est partiellement ou en totalité issu de l’article de Wikipédia en anglais intitulé « Grant's First Stand » (voir la liste des auteurs).